# STS-50
是历史上第四十八次航天飞机任务，也是哥伦比亚号航天飞机的第十二次太空飞行。

## 任务成员
- 理查德·理查兹（Richard N. Richards，曾执行、以及任务），指令长
- 肯内斯·鲍威索克斯（Kenneth D. Bowersox，曾执行、以及任务），飞行员
- 波妮·唐巴尔（Bonnie J. Dunbar，曾执行、以及任务），任务专家
- 埃伦·贝克（Ellen S. Baker，曾执行、以及任务），任务专家
- 卡尔·米德（Carl J. Meade，曾执行、以及任务），任务专家
- 劳伦斯·德卢卡斯（Lawrence J. DeLucas，曾执行任务），有效载荷专家
- 尤金·郑（Eugene H. Trinh，曾执行任务），有效载荷专家

### 替补有效载荷专家
- 约瑟夫·普拉（Joseph M. Prahl）
- 迈克尔·兰普顿（Michael Lampton，曾执行任务）